# Greta Tunberg
Greta Tintin Eleonora Ernman Tunberg (швед. Greta Tintin Eleonora Ernman Thunberg; 3. januar 2003) je švedska klimatska aktivistkinja i učenica. Bila je opisana kao uzor omladinskog aktivizma. 
Poznata je kao inicijatorka školskih protesta za klimu, pokret koji je započet novembra 2018. godine i pridobio je svetski značaj decembra iste godine. Njen lični protest sa sloganom „Školski štrajk za klimu” (Skolstrejk för klimatet) ispred švedskog parlamenta u Stokholmu je pridobio pažnju medija. Procenjeno je da joj se pridružilo 1,4 miliona studenata iz 112 država 15. marta 2019. godine u protestu.
Tri člana norveškog parlamenta su je nominovali za Nobelovu nagradu za mir. Tunberg je već nosilac mnogih priznanja i nagrada za njen aktivizam.

## Život
Rođena je 3. januara 2003. godine. 
Njena majka je operska pevačica Malena Ernman, dok je otac glumac Svante Tunberg koji je dobio ime po svom daljem rođaku Svantu Avgustu Arenijusu. Njen deda je takođe glumac i reditelj Olof Tunberg.
Na TEDx konferenciji novembra 2018. godine, Tunberg je rekla da je prvi put čula o klimatskim promenama kada je bila stara osam godina, ali da nije razumela zašto se izuzetno malo preduzima po tom pitanju. 
Sa 11 godina, postala je depresivna i prestala је da priča. Kasnije su joj dijagnostikovani Aspergerov sindrom, opsesivno-kompulzivni poremećaj i selektivni mutizam. Izjavila je da selektivni mutizam znači da govori samo kada je potrebno i da je sada jedan od tih trenutaka i da to što se nalazi na autističnom spektru joj veoma koristi pošto vidi svet „skoro potpuno crno i belo”.
Takođe je izjavila da oseća kao da umire iznutra ukoliko ne protestuje. Njen otac je izjavio da mu se ne dopada to što beži iz škole ali da ipak „poštuje to za šta se ona zalaže” i da „ona može ili da sedi kod kuće nesrećna ili da protestuje srećna”.
 Kako bi smanjila emisiju ugljenika, postala je veganka i prestala je da leti avionom.

## Spoljašnje veze
- Greta Tunberg на веб-сајту